# آلوورادا (توکانتینس)
آلوورادا (به پرتغالی: Alvorada) یک منطقهٔ مسکونی در برزیل است که در توکانتینس واقع شده‌است. آلوورادا ۱٬۲۱۲ کیلومتر مربع مساحت و ۸٬۳۹۶ نفر جمعیت دارد.